# Jake Varner
Jake Varner, född 24 mars 1986 i Bakersfield, Kalifornien, är en amerikansk brottare som tog OS-guld i tungviktsbrottning vid de olympiska brottningstävlingarna 2012 i London. 